# 克罗普
克罗普（德語：Kropp）是德国石勒苏益格－荷尔斯泰因州的一个市镇。总面积31.94平方公里，总人口6400人，其中男性3225人，女性3175人（2011年12月31日），人口密度200人/平方公里。